# Мелешин, Станислав Васильевич
Станисла́в Васи́льевич Мелешин (настоящее имя Влади́мир, 1928—1984) — советский прозаик и поэт, член Союза писателей СССР, автор более полутора десятка книг.

## Биография
- 1928, 5 февраля — родился в деревне Белогорке (ныне — в Мокшанском районе, Пензенская область)
- 1931 — вместе с семьёй приехал на строительство Магнитогорского металлургического комбината
- работал пастухом, электриком, художником-оформителем, актёром
- 1956 — окончил Литературный институт имени Горького, принят в Союз писателей СССР
- 1977 — в Магнитогорском драматическом театре имени Пушкина поставлен спектакль по повести «Расстрелянный ветер» в авторской инсценировке

2 мая 1984 года Станислав Васильевич скончался в городе Магнитогорске. Похоронен на Правобережном кладбище.

## Литературная деятельность

### Повести
- «Авария».
- «Весёлые волки».
- «Гром спит в колоколах».
- «Железное эхо».
- «Любава».
- «Любовь и хлеб».
- «На краю земли — у моря».
- «Паче, рума!».
- «Рабочие люди».
- «Расстрелянный ветер».
- «Светлая печаль».
- «Сталевар Баюшкин».

### Книги
1. 1954 — Семья Тасмановых. — Свердловск, Свердловское книжное издательство. — 88 с., 15 000 экз.
2. 1955 — Паче, рума! — Свердловск, Свердловское книжное издательство. — 96 с., 15 000 экз.
3. 1955 — Трое в тайге. — Челябинск: Книжное издательство. — 132 с. — Тираж: 30000 экз.
4. 1956 — Родные люди. — М.: Советский писатель. — 228 с., 30 000 экз.
5. 1957 — Любава (повести и рассказы). — Свердловск: Свердловское книжное издательство. — 208 с. — Тираж: 15000 экз.
6. 1958 — Любовь и хлеб (повести и рассказы). — М.: Советский писатель. — 372 с. — Тираж: 30000 экз.
7. 1958 — Таёжный выстрел (повести и рассказы) / Художник В. Чеботарёв. — Челябинск: Челябинское книжное издательство. — 152 с. — Тираж: 30000 экз.
8. 1960 — Молния в черёмухе. — Свердловск: Свердловское книжное издательство. — 66 с., 15 000 экз. — Серия: Библиотека одного рассказа.
9. 1960 — Молния в черёмухе. — Челябинск: Книжное издательство. — 272 с. — Тираж: 30000 экз.
10. 1961 — Это случилось у моря. — Челябинск: Книжное издательство. — 200 с. — Тираж: 30000 экз.
11. 1964 — Луна — свидетель (рассказы). — Челябинск: Южно-Уральское книжное издательство. — 252 с. — Тираж: 30000 экз.
12. 1965 — Приговорён к любви (повесть, рассказы). — М.: Советский писатель. — 320 с. — Тираж: 30000 экз.
13. 1967 — Расстрелянный ветер (повести) / Художник А. Смирнов. — Челябинск: Южно-Уральское книжное издательство. — 290 с. — Тираж: 50000 экз.
14. 1969 — Радуга — орбита лебедей (повести и рассказы) / Художник В. Шорц. — М.: Советская Россия. — 224 с. — Тираж: 50000 экз.
15. 1970 — Подручные Прометея (повести и рассказы) / Художник Е. Скрынников. — М.: Профиздат. — 224 с. — Тираж: 50000 экз.
16. 1970 — Разлука живёт на вокзале (повести и рассказы). — М.: Советский писатель. — 247 с. — Тираж: 30000 экз.
17. 1972 — Гром спит в колоколах (рассказы) / Художник Л. Полстовалов. — Челябинск: Южно-Уральское книжное издательство. — 118 с. — Тираж: 50000 экз.
18. 1978 — Расстрелянный ветер (повести) / Предисловие Л. Шепелевой. Художник Г. Филатов. — Челябинск: Южно-Уральское книжное издательство. — 289 с. — Тираж: 50000 экз.
19. 1981 — Вторая жизнь (рассказы). — М.: Современник. — 336 с. — Тираж: 75000 экз.
20. 1984 — Расстрелянный ветер (повести) / Художник С. Соколов. — М.: Советский писатель. — 366 с. — Тираж: 100000 экз.
21. 1985 — Золотаюшка (повести и рассказы) / Художник С. Вохмин. — Челябинск: Южно-Уральское книжное издательство. — 308 с. — Тираж: 15000 экз.

### Публикации
1. «Расстрелянный ветер» (повесть) // «Урал» (Свердловск). — 1965. — № 7.
2. «Птицы, люди и цветы» (из неопубликованных рассказов) // «Магнитка» (Магнитогорск). — 1998. — № 1. — С. 32.
3. «Стихи» // «Магнитогорский металл». — 2013. — 5 февраля. — Веб-ссылка

## Мемориал
- В 2003 к 70-летию Станислава Мелешина на доме писателя в Магнитогорске по адресу Карла Маркса проспект, 49 была повешена мемориальная доска в его честь.